# Плейку (летище)
Летище „Плейку“ (на виетнамски: Sân bay Pleiku) е регионално летище, разположено близо до град Плейку в провинция Жиа Лай в Южен Виетнам.

## История
През декември 1962 г. летище „Плейку“ е само неразработена самолетна писта, когато е определено от Военновъздушните сили на Република Виетнам за авиобаза 62. То е разширено по време на Виетнамската война и се превръща в основна въздушна база за дейностите на ВВС на Виетнам и на САЩ, но никога не достига насищането и пропорциите на населението на основните въздушни бази в крайбрежните низини. След 1975 г. е превърнато в гражданско летище.

## Авиокомпании и дестинации
| Авиокомпания     | Честота (ежеседмично)             |
| ---------------- | --------------------------------- |
| Bamboo Airways   | Дананг, Хайфонг, Ханой, Хо Ши Мин |
| Pacific Airlines | Хо Ши Мин                         |
| VietJet Air      | Хайфонг, Ханой, Хо Ши Мин         |
| Vietnam Airlines | Ханой, Хо Ши Мин                  |

## Статистика
| Ранг | Дестинации | Честота (ежеседмично) |
| ---- | ---------- | --------------------- |
| 1    | Хо Ши Мин  | 28                    |
| 2    | Ханой      | 14                    |
| 3    | Да Нанг    | 7                     |